# Ольховатка (приток Чёрной Калитвы)
Ольхова́тка — река в России, протекает в Воронежской области. Левый приток Чёрной Калитвы.

## География
Длина реки составляет 40 км, площадь водосборного бассейна 710 км². Река берёт начало у села Дегтярное Каменского района. Течёт на юг по открытой местности. Устье реки находится в черте посёлка городского типа Ольховатка в 84 км по левому берегу реки Чёрная Калитва.
Притоки: река без названия в 31 км от устья (у с. Рыбный).

## Данные водного реестра
По данным государственного водного реестра России относится к Донскому бассейновому округу, водохозяйственный участок реки — Дон от города Павловск и до устья реки Хопёр, без реки Подгорная, речной подбассейн реки — бассейны притоков Дона до впадения Хопра. Речной бассейн реки — Дон (российская часть бассейна).
Код объекта в государственном водном реестре — 05010101212107000004393.